# Australia ai XIV Giochi olimpici invernali
L'Australia partecipò ai XIV Giochi olimpici invernali, svoltisi a Sarajevo, Jugoslavia, dall'8 al 19 febbraio 1984, con una delegazione di 10 atleti impegnati in cinque discipline.

## Delegazione
| Sport                   | Uomini | Donne | Totale |
| ----------------------- | ------ | ----- | ------ |
| Biathlon                | 1      | 0     | 1      |
| Pattinaggio di figura   | 1      | 1     | 2      |
| Pattinaggio di velocità | 2      | 0     | 2      |
| Sci alpino              | 2      | 1     | 3      |
| Sci di fondo            | 2      | 0     | 2      |
| Totale                  | 8      | 2     | 10     |

## Biathlon

### Uomini
| Gara         | Atleta      | Penalità 1 | Tempo   | Posizione |
| ------------ | ----------- | ---------- | ------- | --------- |
| 10 km Sprint | Andrew Paul | 3          | 36:32.4 | 50        |

| Gara  | Atleta      | Tempo     | Penalità | Tempo corretto 2 | Posizione |
| ----- | ----------- | --------- | -------- | ---------------- | --------- |
| 20 km | Andrew Paul | 1'21:38.7 | 5        | 1'26:38.7        | 47        |

Legenda
1 Per ogni bersaglio mancato è previsto un giro di penalità di 150 m.
2 Per ogni bersaglio mancato al tempo è aggiunto un minuto.

## Pattinaggio di figura
| Gara      | Atleta           | CF   | SP  | FS | TFP  | Posizione |
| --------- | ---------------- | ---- | --- | -- | ---- | --------- |
| Maschile  | Cameron Medhurst | 11.4 | 6.4 | 20 | 37.8 | 19        |
| Femminile | Vicki Holland    | 12   | 8   | 21 | 41   | 21        |

## Pattinaggio di velocità

### Uomini
| Gara    | Atleta        | Risultato | Risultato |
| Gara    | Atleta        | Tempo     | Posizione |
| ------- | ------------- | --------- | --------- |
| 500 m   | Mike Richmond | 39.47     | 33        |
| 1000 m  | Mike Richmond | 1:19.43   | 27        |
| 1500 m  | Mike Richmond | 2:04.62   | 34        |
| 1500 m  | Colin Coates  | 2:08.13   | 37        |
| 5000 m  | Colin Coates  | 7:38.08   | 25        |
| 10000 m | Colin Coates  | 15:21.73  | 22        |

## Sci alpino

### Uomini
| Atleta        | Gara           | 1ª manche | 1ª manche | 2ª manche | 2ª manche | Totale  | Totale    |
| Atleta        | Gara           | Tempo     | Posizione | Tempo     | Posizione | Tempo   | Posizione |
| ------------- | -------------- | --------- | --------- | --------- | --------- | ------- | --------- |
| Steven Lee    | Discesa libera |           |           |           |           | 1:48.02 | 19        |
| Alistair Guss | Discesa libera |           |           |           |           | 1:50.57 | 34        |
| Steven Lee    | Slalom gigante | 1:28.02   | 36        | DSQ       | –         | DSQ     | –         |

### Donne
| Atleta       | Gara           | 1ª manche | 1ª manche | 2ª manche | 2ª manche | Totale  | Totale    |
| Atleta       | Gara           | Tempo     | Posizione | Tempo     | Posizione | Tempo   | Posizione |
| ------------ | -------------- | --------- | --------- | --------- | --------- | ------- | --------- |
| Marilla Guss | Discesa libera |           |           |           |           | 1:19.75 | 28        |

## Sci di fondo

### Uomini
| Gara  | Atleta       | Risultati | Risultati |
| Gara  | Atleta       | Tempo     | Posizione |
| ----- | ------------ | --------- | --------- |
| 15 km | Chris Allen  | 49:19.1   | 64        |
| 15 km | David Hislop | 47:25.1   | 59        |
| 30 km | Chris Allen  | 1'45:07.7 | 59        |
| 30 km | David Hislop | 1'43:46.2 | 57        |
| 50 km | Chris Allen  | 2'44:19.1 | 57        |
| 50 km | David Hislop | 2'39:53.1 | 48        |